# Massongex
Massongex (/masɔ̃ʒe/) est une commune suisse du canton du Valais, dans le district de Saint-Maurice. Elle est située au confluent du Rhône et de l'Avençon.

## Géographie
Massongex se trouve dans le district de Saint-Maurice, dans le canton du Valais. Le village est situé à 405 m d'altitude, au bord de la rive gauche du Rhône, à 3,2 km au nord-ouest de Saint-Maurice. Massongex est au centre d'un triangle formé par Saint-Maurice, Monthey et Bex.
Le territoire de Massongex s'étend sur 6,63 km2. Lors du relevé de 2013-2018, les surfaces d'habitations et d'infrastructures représentaient 16,7 % de sa superficie, les surfaces agricoles 33,9 %, les surfaces boisées 45,8 % et les surfaces improductives 3,5 %.
| Monthey  |           | Bex           |
| Monthey  | Massongex | Bex           |
| Vérossaz | Vérossaz  | Saint-Maurice |

## Toponymie
Le nom de la commune, qui se prononce /masɔ̃ʒe/, est formé d'un gentilice latin du type Maxuminius, propriétaire d'un domaine rural de la région, et du suffixe toponymique celtique -akos/-acum.
Sa première occurrence écrite date de 1179, sous la forme Massingiaco.
La commune se nomme Massondji en patois valaisan.

## Histoire
Massongex semble avoir été, sous le nom de Tarnadae (Itinéraire d'Antonin, fin du IIIe siècle), la principale localité du peuple celte des Nantuates et le centre religieux des quatre tribus valaisannes (outre les Nantuates, les Véragres, les Sédunes et les Ubères) avant la conquête romaine. Taranis, divinité celte lui a peut-être donné son nom antique. Elle semble avoir été un point de batellerie et de rupture de charge : en effet, à deux kilomètres en amont, la cluse de Saint-Maurice rend la navigation sur le Rhône impossible. C'est probablement à Tarnaiae que les bateaux et les barges étaient chargées et déchargées.
Sous la domination romaine, Tarnaiae est restée une localité importante comme en témoignent les thermes romains construits au début de notre ère, vers 10 / 15?, soit avant la fondation de Forum Claudii Vallensium, futur chef-lieu de la Civitas Vallensium. Une mosaïque de 1,47 m sur 1,48 m représentant deux pugilistes, datée des années 30 a été retrouvée dans ce que l'on peut identifier comme l'apodyterium (vestiaire).
Des aménagements du fleuve paraissent y avoir été entrepris au début du IIe siècle et des restes de ce qui semble avoir été un pont y ont été découverts.
Elle périclita après l'invasion des Alamans, vers 260-275, comme toutes les localités du Chablais situées en aval de la cluse de Saint-Maurice, celle-ci étant plus facile à défendre.

## Population et société

### Gentilé et surnoms
Les habitants de la commune se nomment les Massongérouds[source insuffisante].
Ils sont surnommés les Renaillouds ou Renaillous, soit les grenouilles en patois valaisan, et les Tapes-Gouilles.

### Démographie

#### Évolution de la population
Massongex compte 1 984 habitants au 31 décembre 2022 pour une densité de population de 299 hab/km2. Sur la période 2010-2019, sa population a augmenté de 10,0 % (canton : 10,5 % ; Suisse : 9,4 %).  

#### Pyramide des âges
En 2020, le taux de personnes de moins de 30 ans s'élève à 34,8 %, au-dessus de la valeur cantonale (31,7 %). Le taux de personnes de plus de 60 ans est quant à lui de 20,2 %, alors qu'il est de 26,6 % au niveau cantonal.
La même année, la commune compte 929 hommes pour 994 femmes, soit un taux de 48,3 % d'hommes, inférieur à celui du canton (49,6 %).
| Hommes | Classe d’âge | Femmes |
| ------ | ------------ | ------ |
| 0,3    | 90 ans ou +  | 0,8    |
| 5,0    | 75 à 89 ans  | 5,4    |
| 13,8   | 60 à 74 ans  | 15,0   |
| 22,1   | 45 à 59 ans  | 23,3   |
| 23,1   | 30 à 44 ans  | 21,7   |
| 18,1   | 15 à 29 ans  | 18,1   |
| 17,7   | - de 14 ans  | 15,6   |

| Hommes | Classe d’âge | Femmes |
| ------ | ------------ | ------ |
| 0,5    | 90 ans ou +  | 1,2    |
| 7,5    | 75 à 89 ans  | 9,4    |
| 16,8   | 60 à 74 ans  | 17,7   |
| 22,2   | 45 à 59 ans  | 21,7   |
| 20,3   | 30 à 44 ans  | 19,4   |
| 17,7   | 15 à 29 ans  | 16,6   |
| 14,9   | - de 14 ans  | 14,1   |

### Vie associative
La Maison de Massongex de l'association Terre des hommes héberge depuis 1970 des enfants pauvres du Sud venus se faire opérer à Genève et Lausanne.

## Culture et patrimoine

### Patrimoine bâti

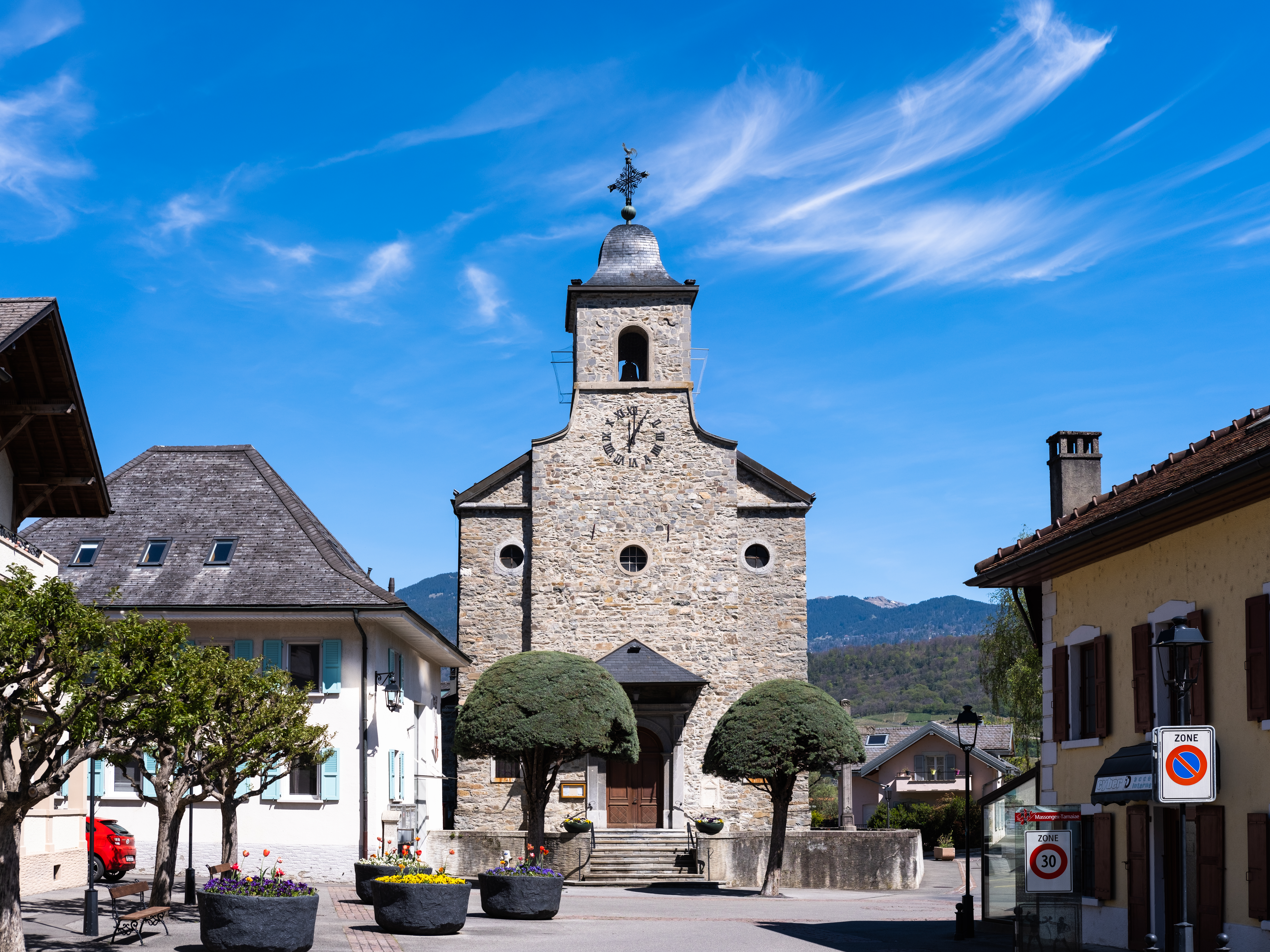
L'église paroissiale Saint-Jean-Baptiste.

L'église paroissiale de Massongex est construite entre 1820 et 1822 par Jean Gunthert (de). Son saint patron est Jean le Baptiste. Elle est restaurée après l'incendie de 1843. Elle est bâtie selon un plan en croix latine avec un chœur en abside semi-circulaire. Sa nef est voûtée en berceau et présente des pilastres d'ordre toscan. Son portail est arqué et se trouve en plein cintre. L'église comprend une inscription du IIe siècle par un romain du nom de Sextus Varennus Priscus.

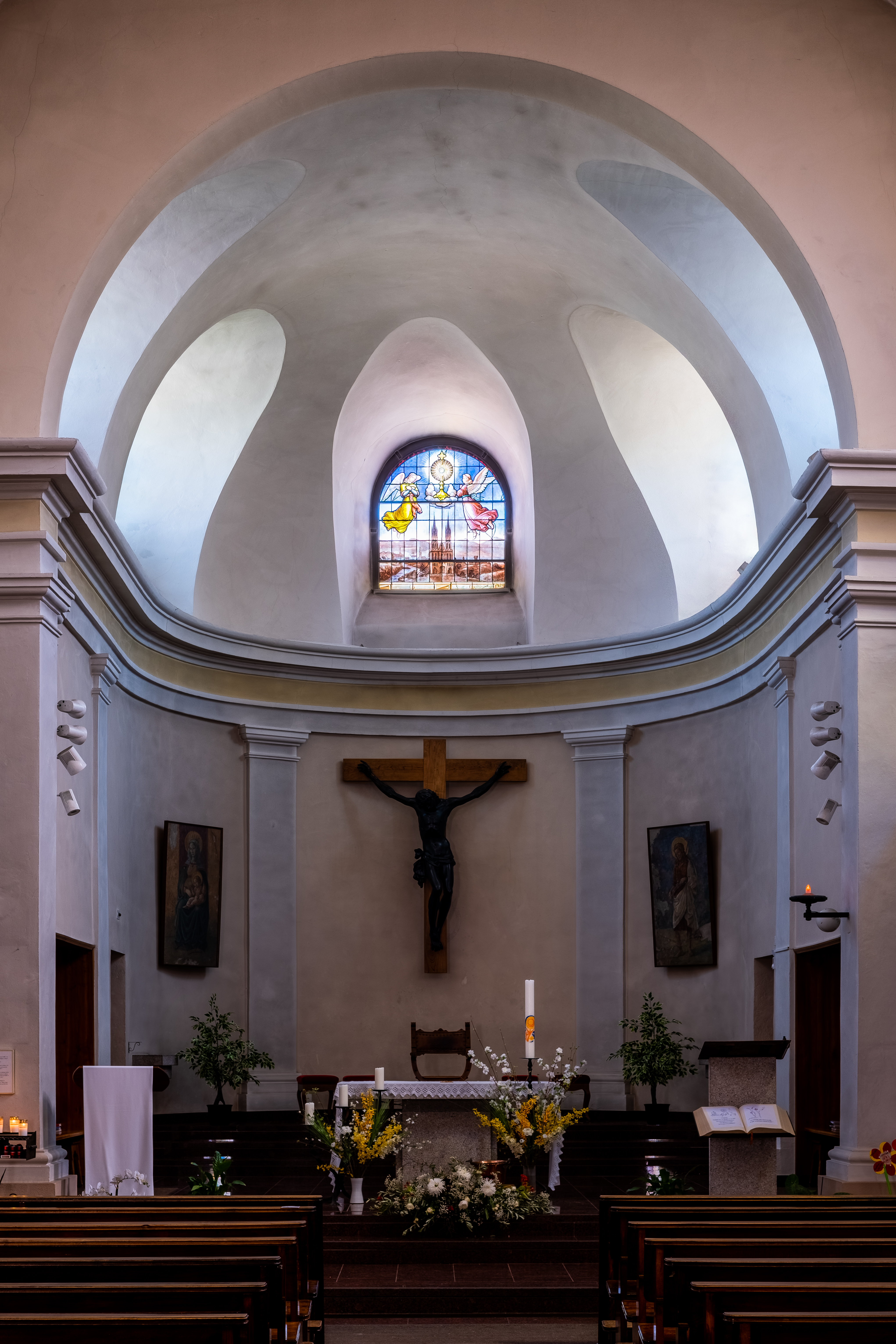
Chœur
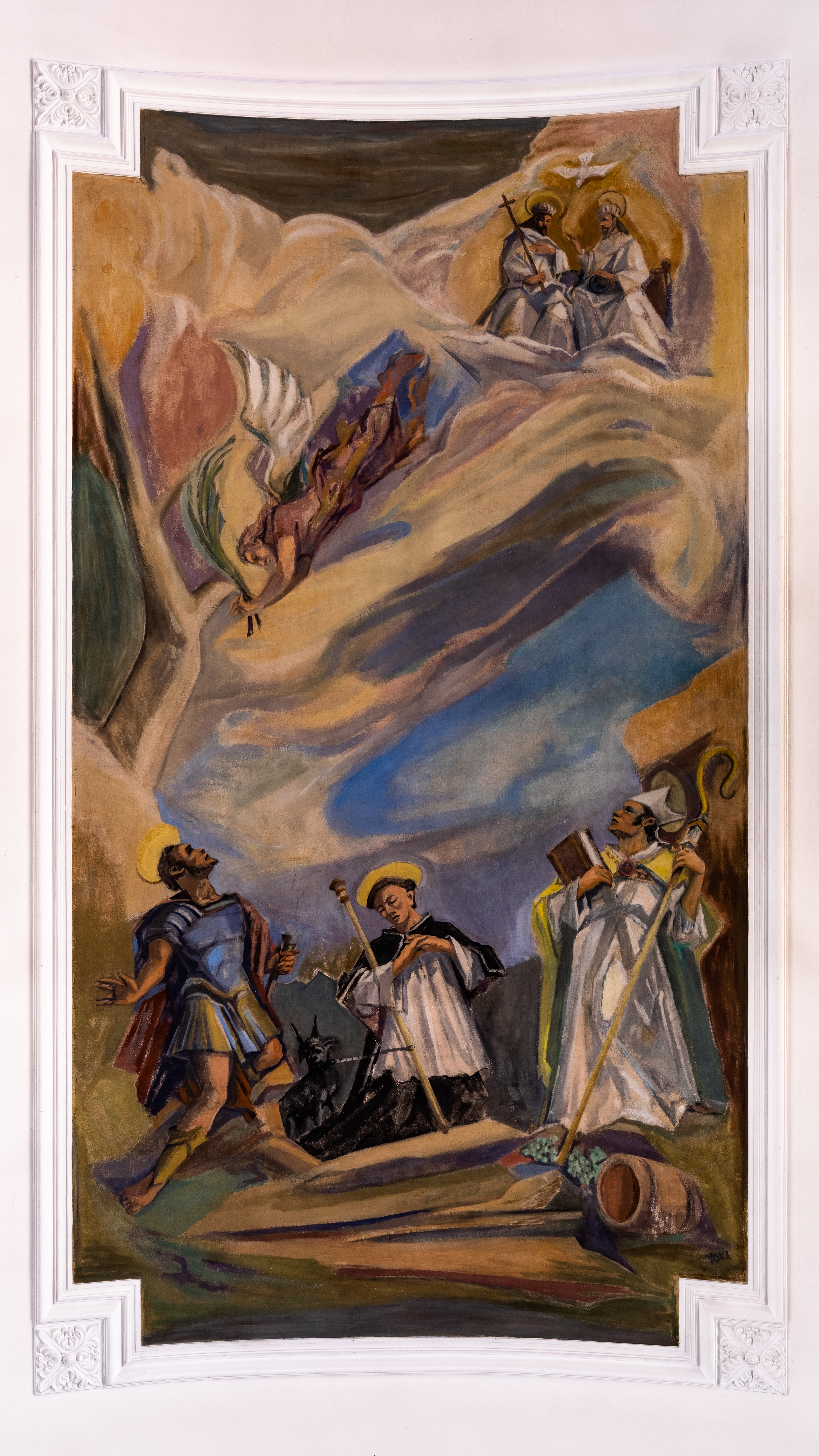
Fresque par Émile Aebischer
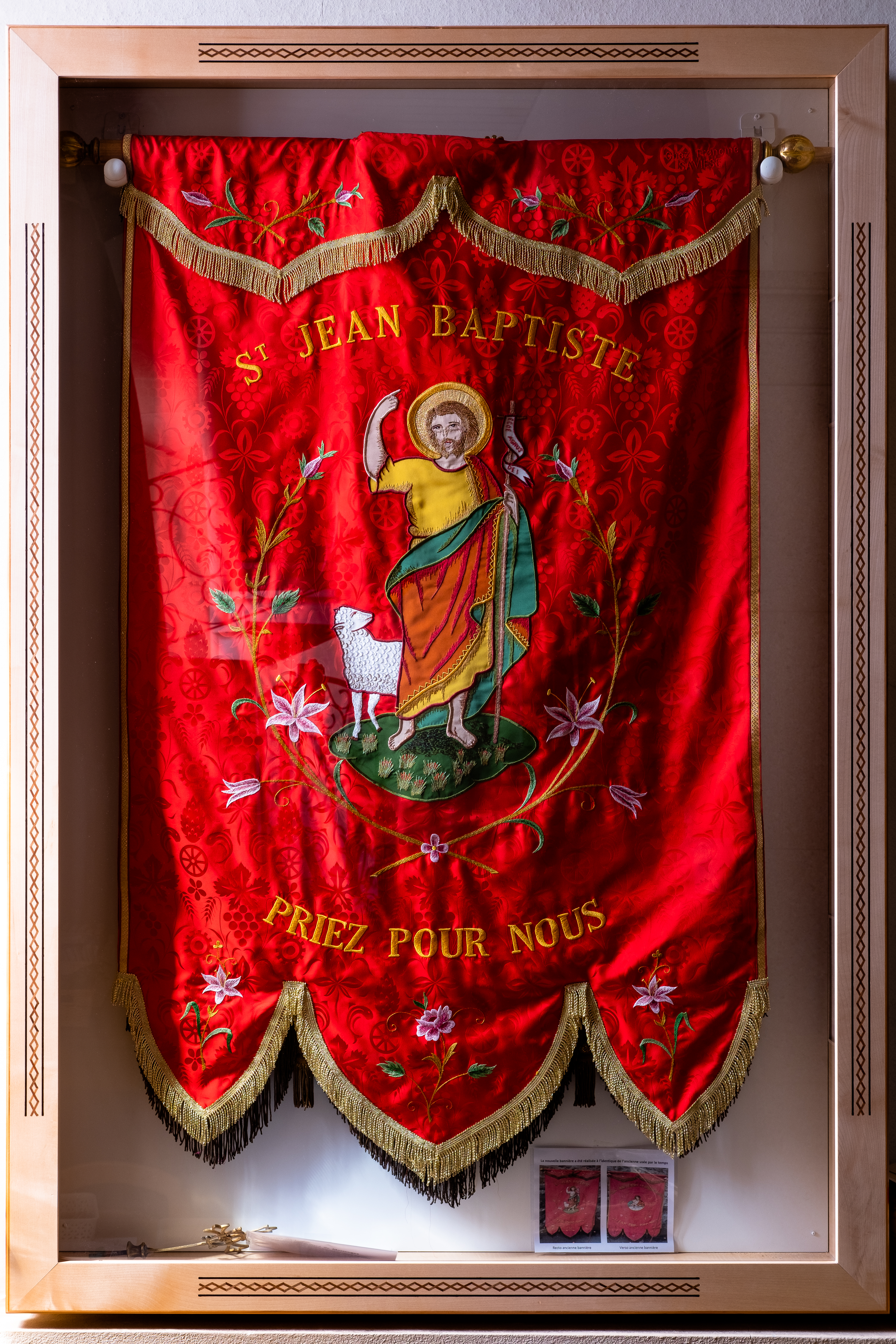
Bannière paroissiale

La chapelle du Sacré-Cœur de Daviaz date de 1925.

### Héraldique
| Blason | Blasonnement : « De gueules à trois tours crénelées d'argent maçonnées de sable. » |

Les armoiries de Massongex sont utilisées dès 1919 et officialisées en 1934. Les tours représentent les garnisons romaines qui gardaient la jonction des routes du Valais, de l'Helvétie et de la Narbonnaise, dont le passage du Rhône.

### Fonds d'archives
- Fonds : Massongex, Commune (13e siècle-20e siècle) [12,31 mètres].  Cote : CH AEV, AC Massongex. Sion : Archives de l'État du Valais (présentation en ligne).